# Holmelgonia perturbatrix
Holmelgonia perturbatrix is een spinnensoort in de taxonomische indeling van de hangmatspinnen (Linyphiidae).
Het dier behoort tot het geslacht Holmelgonia. De wetenschappelijke naam van de soort werd voor het eerst geldig gepubliceerd in 1986 door Rudy Jocqué & Scharff.